# Diether Noll
Diether Noll (* 22. September 1934 in Merzig (Saar)) ist ein deutscher Komponist. 

## Vita
Diether Noll wuchs in Erfurt auf. Erster Kompositionsunterricht bereits als Schüler bei Johann Cilenšek. Von 1954 bis 1957 Studium an der Hochschule für Musik Franz Liszt Weimar (Dirigieren, Klavier, Komposition). Engagements als Dirigent an Theatern u. a. in Erfurt, Leipzig, Chemnitz, Potsdam. Bis 1999 als Dirigent, Kapellmeister und Repetitor am Staatstheater Cottbus. Dozententätigkeit an der Musikhochschule Berlin von 1981 bis 2000. Gastdirigate u. a. an der Berliner Staatsoper, der Dresdner Staatsoper, dem Berliner Sinfonieorchester, in Ungarn, Polen, Rumänien, der damaligen CSR, in Estland. Außerdem regelmäßig als Pianist (Liedbegleiter und Kammermusiker) tätig. Im Jahre 2003 gewann er den ersten Preis eines Kompositionswettbewerbs des „Brandenburgischen Vereins Neue Musik e.V.“ für Kammerensemble. Diether Noll lebt heute in Eichwalde.

## Werke
- Denn dein ist das Reich (1955) Oratorium. Text nach Worten der Bibel.
- König Drosselbart (1957) Kinderoper. Text von Alexander Stillmark.
- Nun komm, der Heiden Heiland Liturgisches Weihnachtskonzert (1958) Text nach Jochen Klepper.
- Zwei Inventionen für Orchester(1960)
- Dies Irae Geistliches Konzert (1962) Text nach Werner Bergengruen.
- Divertimento für Orchester (1962)
- Heiteres Herbarium (Karl Heinrich Waggerl) für Singstimme und Instrumente (1964)
- Epitaph für Dietrich Bonhoeffer (1964) Geistliches Konzert
- Herr, da bin ich (1967) Oratorium. Text von Michel Quoist.
- Schweigt! für Gesang und Instrumente. Text von Pablo Neruda (1969)
- Go down, Moses (1969) Oratorium. Text von Dietrich Mendt.
- Vier Gesänge nach Gedichten von Tudor Argezhi (1971) für Gesang, Flöte und Cembalo
- Der Josa mit der Zauberfidel (1972) Kinderoper. Text von Dietrich Mendt
- Missa nova (1973) Text der Kath.Messe und Dietrich Mendt.
- Markus Passion (1979)
- Die Weihnachtgans Auguste nach Friedrich Wolf (1981) für Gesang und Kammerorchester
- Chantecler der Hahn (1983) Kinderoper. Text vom Komponisten nach dem Kinderbuch von Ira Joswiaskowski, Sinfonietta für Orchester (1984)
- Sechs Lieder nach Gedichten von Eva Strittmatter (1985)
- Der himmlische Frieden Ein Chinesisches Requiem (1989) Text nach Altchinesischer Lyrik und Zeitzeugnissen.
- Herbstgedanken. Fünf Lieder nach Gedichten von Hermann Hesse (1991)

Außerdem Solo-Konzerte für Horn, Cembalo, Flöten; 6 Bagatellen für Streichorchester; Konzertante Musik für Kammerorchester; Elegie und Toccata für Horn und Streichorchester; Kammermusik: 3 Streichquartette, 2 Klaviertrios, 2 Violinsonaten, Hornsonate, Nonett, Septett, Sextett u. a.; Orgelwerke und Choralvorspiele.